# Walter Stucki
Pour les articles homonymes, voir Stucki.
 (avril 2025).
Si vous disposez d'ouvrages ou d'articles de référence ou si vous connaissez des sites web de qualité traitant du thème abordé ici, merci de compléter l'article en donnant les références utiles à sa vérifiabilité et en les liant à la section « Notes et références ».
Walter Stucki, né le 9 août 1888 à Berne et mort le 8 octobre 1963, est un diplomate et homme politique suisse.

## Biographie
Avocat de formation, il est nommé secrétaire général du département de l'économie en 1917, puis directeur de la division du commerce en 1925, où il représente la Suisse dans différentes conférences internationales. Élu en 1935 au Conseil national, il est nommé délégué au commerce extérieur mais démissionne deux ans plus tard. 
Il est ensuite ambassadeur de Suisse en France de 1938 à 1945. À ce titre, il représente la Suisse à Vichy auprès du gouvernement Pétain de juillet 1940 à août 1944. Le maréchal le prend à témoin à l'hôtel du Parc pour démontrer qu'il est évacué contre son gré par les Allemands vers Belfort le 20 août 1944 . Après le départ de Pétain, son action tant auprès des Forces françaises de l'intérieur que des autorités allemandes évite un probable bain de sang et une destruction de la ville. En remerciement, la bourgeoisie d'honneur de la ville lui est accordée par les autorités municipales et son nom est donnée à une rue de Vichy..
Il est ensuite directeur de la division des Affaires étrangères du département politique fédéral de 1945 à 1946. Le 26 avril 1945, il facilite, à la demande de celui-ci, la reddition du maréchal Pétain après son évacuation de Sigmaringen et son transit par la Suisse.
Après cela, Walter Stucki est délégué du Conseil fédéral jusqu'en 1953. Retiré de la vie active, il prend en charge la formation des diplomates à l'université de Bâle.

## Ouvrages
En allemand
- Die schweizerischen Effektenbörsen während und nach dem Weltkrieg 1914-1921, 1924
- Der schweizerische Gewerschaftsbund in der Kriegszeit (1914-1920), 1928
- Von Pétain zur IV. Republik, Éditions Herbert Lang & Cie, Berne, 1947

En français
- La fin du régime de Vichy, Éditions de la Baconnière, Neuchâtel, 1947
- La fin du régime de Vichy, réédition aux Éditions de la Baconnière en 2020, avec introduction de Marc Perrenoud,  (ISBN 2889600238)  (ISBN 978-2-889600-23-6)